# Rio Frumuşana
O Rio Frumuşana é um rio da Romênia, afluente do Bistriţa, localizado no distrito de Suceava.